# Рачуноводствена анализа
Рачуноводствена анализа представља део Рачуноводственог информационог система који се бави испитивањем, применом одговарајућих метода и поступака, перформанси предузећа, ради откривања узрока утврђеног стања и успеха предузећа обухваћених у пословним књигама и исказаних у рачуноводственим извештајима предузећа. На основу интерних и екстерних корисника разликујемо финансијску анализу (екстерну) и анализу пословања (интерну).
Основни циљ рачуноводствене анализе је испитивање и оцена прошлих остварења предузећа, његових организационих целина и других сегмената пословања, како би се будућа остварења поставила на достижан ниво и како би се омогућила што успешнија реализација управљачких и извршних активности предузећа.
Испитивање и оцена прошлих перформанси односе се пре свега на финансијску ситуацију и рентабилитетни положај предузећа.
Врсте рачуноводствене анализе:
- према врсти корисника: интерна и екстерна
- према предмету анализе: анализа биланса стања, анализа биланса успеха, анализа биланса токова готовине, анализа извештаја из обрачуна трошкова и учинака, комбинована анализа
- према методама анализе: општа, графичка, визуелна, анализа нето обртног капитала, анализа биланса новчаних токова, токова финансијских средстава и рачуна покрића
- према времену посматрања: статичка и динамичка
- према пореклу извештаја: анализе засноване на рачуноводственим извештајима из финансијског књиговодства, обрачуна трошкова и учинака и аналитичких књиговодстава
- према начину припреме података: анализа која користи рационалне, апсолутне бројеве и графиконе